# Cèl·lula mesenquimàtica
Una cèl·lula mesenquimàtica
estat indiferenciat a partir del qual s'originen diversos tipus cel·lulars, com per exemple, la majoria dels que formen el teixit connectiu. Les cèl·lules mesenquimàtiques abunden en els teixits embrionaris, tenen una gran capacitat de proliferació i deriven del mesoderma, encara que també de les crestes neurals, que són derivades de l'ectoderma, poden donar lloc a cèl·lules mesenquimàtiques.
Des d'un punt de vista estricte, les cèl·lules que es troben en el mesènquima són les anomenades cèl·lules mesenquimàtiques, però aquest terme no és prou descriptiu, ja que es fa servir, sense cap rigor, per a fer també referència a les cèl·lules mare mesenquimàtiques (MSCs), que són un tipus de cèl·lules pluripotents a partir de les quals poden originar-se els diferents tipus de teixits connectius